# Pompejus curia
Pompejus curia (latin: Curia Pompei) var en möteshall i Pompejus portik på södra Marsfältet i antikens Rom. Emellanåt samlades romerska senaten i denna curia och det var där som Caesar mördades den 15 mars år 44 f.Kr.
Pompejus invigde år 55 f.Kr. en gigantisk teater på Marsfältet – Pompejusteatern. Bygget hade möjliggjorts genom hans framgångsrika fälttåg och denna teater skulle hugfästa Pompejus minne. Pompejusteatern bestod av själva teatern, Venus Victrix tempel, pulpitum, scaenae frons och cavea. Därutöver fanns en quadriporticus – Pompejus portik – med en trädgård samt själva curian. Efter mordet på Caesar lät Octavianus stänga curian och bygga för den som en locus sceleratus, det vill säga en ”plats fläckad av brott” eller en ”fördömelsens ort”.
Ruinerna efter Pompejus curia är belägna under gatunivå på västra sidan av Largo di Torre Argentina.